# Gipsy Woman
Gipsy Woman was het eerste (en enige) album van de Belgische band Lester & Denwood. Het album verscheen in 1976.

## Tracklist[1]
1. Gipsy Woman
2. Angela
3. Lazy Lady
4. Dreams To Remember
5. Sing, Sing
6. If You Love Me
7. Song For Joane
8. América
9. Gipsy Woman (instrumentale versie)

## Meewerkende artiesten
- Producer
  - Jacques Velt
- Muzikanten
  - Charles Blackwell (muziekregisseur)
  - Charles Dumolin (muziekregisseur en zang)
  - Freddy Demeyere (zang)